# Кола (Месина)
Кола је насеље у Италији у округу Месина, региону Сицилија.
Према процени из 2011. у насељу је живело 82 становника. Насеље се налази на надморској висини од 881 м.